# LAN-server
En LAN-server er IBM's netværksoperativsystem baseret på OS/2. Serverens rolle er at tilbyde mulighed for at dele filer, printer og andre komponenter i netværket.